# Denis Gougeon
Denis Gougeon, né à Granby, en Montérégie, le 16 novembre 1951, est un compositeur et professeur de musique québécois.

## Biographie
Il amorce sa carrière en tant que compositeur principalement autodidacte. Il s'inscrit plus tard à l'Université de Montréal où il étudie la composition musicale avec Serge Garant et André Prévost. De 1984 à 1988, il enseigne la composition musicale à l'Université McGill. Depuis 2001, il est membre de la faculté de musique de l'Université de Montréal. Parmi ses élèves, on compte les compositeurs Analia Llugdar et Éric Champagne.
Il reconnaît que son art a subi les influences de Claude Vivier et de compositeurs français de musique instrumentale du XXe siècle. Ses quelque 100 compositions, jouées au Québec comme à l'étranger, touchent les genres les plus variés : œuvres orchestrales, musique de chambre, opéra, ballet, musique de scène (notamment pour des mises en scène de Denis Marleau) et pièces pour instruments solistes et voix. Parmi ses récentes commandes, on recense Quelqu'un va venir pour le Centre national des arts d'Ottawa (2002), Alice au pays des merveilles pour L'Arsenal à musique (2002) et ARTE! pour le 100e anniversaire de l'Orchestre symphonique de Québec (2003).
En 1989, il devient le premier compositeur en résidence de l'Orchestre symphonique de Montréal. Il occupe ce poste jusqu'en 1992. En 1999, son ballet Emma B. est présenté en première mondiale au Bayerische Staatsoper de Munich. En 2000, le ballet Liaisons dangereuses est présenté en première mondiale à Oslo par l'Opéra et ballet national de Norvège. La même année, il reçoit le prix Opus du compositeur de l'année.
Denis Gougeon est l'époux de la soprano Marie-Danielle Parent.

## Compositions
- Maïté II, pour flûte, clarinette, harpe, piano, percussions et contrebasse, 1979
- Ludus, pour quatre tambours, 1980
- Prophétie 2, pour voix et percussions, 1980
- Voix intimes, pour deux sopranos, quatre clarinettes et percussions, 1981
- Dialogues, 1981
- Chants de la nuit, pour trois guitares et harpe, 1982
- Argile, pièce multimédia pour quatre clarinettes, deux trompettes, contrebasson, contrebasse, batterie et acteur, 1983
- Trois songes, pour soprano, deux pianos et bande, 1983
- Plaisir d'amour, pour le piano, 1983
- Le Jardin mystérieux, pour petit orchestre, 1984
- Le Choral des anges, pour piano et orchestre, 1984
- Éternité, pour soprano, grand orchestre et bande, 1985
- Musique en mémoire, pour deux sopranos et orchestre, 1985
- Rondeaujourd'hui, 1985
- Lettre à un ami, pour cor anglais, violon, violoncelle, piano, synthétiseurs et percussions, 1986
- L'Oiseau blessé, pour flûte, 1987
- Il adressa ces mots, pour instruments à vent et percussions, 1987
- La Fête sacrée, pour orchestre, 1987
- Heureux qui, comme ..., pour soprano, flûte, cor anglais, saxophone baryton, quatuor à cordes et percussion, 1987
- 10 millions d'anges, pour ondes Martenot, quatuor à cordes et percussion, 1988
- Un embarras cher, opéra de chambre, 1989
- Enfants de la terre, pour orchestre, 1989
- À l'aventure !, pour grand orchestre, 1990
- Jardin secret, pour cor anglais et orchestre, 1990
- Six thèmes solaires, 1990
- Pour un bouquet de roses, pour deux sopranos et piano, 1991
- Fantaisie, pour vibraphone et flûte, 1991
- Un fleuve, une île, une ville, pour orchestre, 1992
- Maouna, pour soprano, clarinette si bémol, violoncelle et percussions, 1992
- Le Jeu des citations, pour soprano (ténor) et piano, 1992
- La Femme au parapluie, pour soprano, violoncelle et narration, 1992
- Un train pour l'enfer, pour petit ensemble, 1993
- Chants du monde, pour deux sopranos, violon, violoncelle et piano, 1993
- Musique pour la pièce Roberto Zucco de Bernard-Marie Koltès, 1993
- Quatre inventions, pour quatuor de saxophones, 1993
- Primus Tempus, pour  orchestre er pecussions, 1993
- Une petite musique de nuit d'été, pour 4 guitares, 1993
- Le Diable et le Champignon, livret de Michel Tremblay, pour flûte, clarinette, violon, alto, violoncelle, piano, percussions et récitant, 1994
- Musique de scène pour Maîtres Anciens de Thomas Bernhard, 1995
- Le Piano muet, conte musical basé sur un texte de Gilles Vigneault, 1995
- Duo, pour saxophone et piano, 1995
- Canto del piccolo, pour piccolo et petit ensemble, 1996
- Jeux de cordes, quatuor à cordes, 1996
- Musique de scène pour Passage de l'Indiana de Normand Chaurette, 1996
- Concerto pour piano et orchestre, 1996-1997
- Musique de scène pour Nathan le Sage de Lessing, 1997
- Concerto pour guitare et orchestre à cordes, 1998
- Emma B., ballet après Madame Bovary de Gustave Flaubert, 1999
- Planète baobab, pour orchestre et bande, 1999 pour L'Arsenal à musique
- Dancing the Lights, pour petit ensemble, 1999
- Clere Vénus, pour petit ensemble, 2001
- La Voix de l'oiseau, pour flûte et piano, 2001
- Musique de scène pour Intérieurs de Maurice Maeterlinck, 2001
- 4 jeux à 5, pour quintette à vent, 2001
- Arte!, pour chœur mixte et grand orchestre, 2002
- Aléa (Le sort), pour voix et orchestre, 2002
- Alice au pays des merveilles, pour orchestre et bande, 2003 pour L'Arsenal à musique
- Musique de scène pour Le Moine noir d'Anton Tchekhov, 2004
- En accordéon, pour accordéon solo et orchestre, 2004
- Fables, pour clavecin et cordes, 2004-2005
- Le Chant de Pauline, pour hautbois d'amour, clarinette et basson, 2006
- L'Arche, 2007
- Écoutez mon histoire, pour soliste et orchestre, 2008
- Musique de scène pour Ce qui meurt en dernier de Normand Chaurette, 2008
- Trois mouvements pour marimba et piano, 2008-2009
- Toy (Music Box), pour dizis (flûtes en bambou) et orchestre, 2008-2010
- Ophélie, pour soprano, cor et piano, 2009
- Phénix, pour orchestre, 2009-2010
- Mutations, pour orchestre et percussions, 2010
- Lamento/Scherzo, pour guitare, 2010
- Chants du cœur, pour violon et piano, 2011-2012
- Ah quelle beauté !, pour quatuor à cordes et comédienne, 2011-2012
- Musique de scène pour Les Femmes savantes de Molière, 2012
- Chant de l'amitié, 2013, pour orchestre
- Andante Sostenuto, 2013, pour deux pianos
- Trio du cœur, 2014, pour violon, violoncelle et piano
- Ballade, op 30, 2014, pour orchestre
- Si du souffle glacial, pour chœur mixte